# NGC 6605
NGC 6605 је расејано звездано јато у сазвежђу Змија које се налази на NGC листи објеката дубоког неба.
Деклинација објекта је - 15° 0' 0" а ректасцензија 18h 16m 24,0s. Привидна величина (магнитуда) објекта NGC 6605 износи 6,0. NGC 6605 је још познат и под ознакама OCL 47, *Grp ?.